# 博布里克 (弗拉季伊夫卡區)
47°39′23″N 30°36′51″E / 47.65639°N 30.61417°E
博布里克（烏克蘭語：Бобрик），是烏克蘭的村落，位於該國南部尼古拉耶夫州，由弗拉季伊夫卡區負責管轄，始建於1898年，面積0.35平方公里，海拔高度136米，2001年人口171，人口密度每平方公里488.6人。